# Добровольский, Виталий Викторович
Виталий Викторович Добровольский (укр. Віталій Вікторович Добровольський; 5 мая 1995, Тиньки — 21 марта 2023, Ямполь) — украинский военнослужащий, старший солдат, участник российско-украинской войны. Герой Украины (2024, посмертно).

## Биография
Родился 5 мая 1995 года в селе Тиньки Черкасской области. В 2000 году вместе с семьёй переехал в село Зрайки Киевской области. После окончания местной школы поступил в Володарский аграрный лицей. С 2014 по 2017 год проходил службу в армии, участвовал в АТО на Донбассе в составе Белоцерковского зенитно-ракетного полка. После демобилизации работал таксистом в Киеве.
С началом полномасштабного вторжения России в Украину в 2022 году вновь вступил в ряды Вооружённых сил Украины. Служил старшим солдатом, наводчиком мотопехотного отделения мотопехотного взвода мотопехотной роты. 21 марта 2023 года погиб под Ямполем Донецкой области, спасая раненого товарища. Похоронен в родном селе Зрайки.

## Награды
- Звание «Герой Украины» с удостоением ордена «Золотая Звезда» (6 мая 2024, посмертно) — за личное мужество и героизм, проявленные в защите государственного суверенитета и территориальной целостности Украины, верность военной присяге[2].